# Голубине
Голуби́не (угор. Galambos) — село в Україні, у Мукачівському районі Закарпатської області. Входить до складу Полянської сільської громади.

## Географія
Розташоване в долині річки Пині, за 4 км від Сваляви.
Географічні дані — на території протікає р. Пиня (2 км) . Село розташоване у центральній частині району. Гірський рельєф сприяє утворенню між окремими паслами стрімких потоків. Таких, що добігають до села і вливаються в річку Пеню, — дев'ять: Паньків потік, Гримівка, Гучало, Гниляк, Домашник, Голубічка, Гриців потік.

## Історія
У старих архівних документах Голубине згадується вже в 1430 році. На території села люди жили в ранню залізну добу. Про це свідчать археологічні знахідки в Цоклановиці, в урочищі Чищаник. В урочищі Чищаник — пізньопалеолітичне місцезнаходження. Тут же курганний могильник ранньозалізного віку. Досліджувався в 1932 році братами Затлукал і Закарпатською археологічною експедицією ІА АН УРСР в 1976 році.
Про походження назви села є дві версії. Перша: від голубів, яких колись багато водилося в лозняку біля річки Пині і яких певну кількість село повинно було здавати власнику Мукачівського замку як оброк. Друга версія: коли ворог з-за Карпат проривався на територію Угорської держави, прикордонна варта в Карпатах вогнищами, що запалювались на горах, повідомляла правителям Мукачівського замку про небезпеку. На сигнал вогнища з Голубиного випускали з донесенням поштового голуба, який приносив у Мукачівський замок звістку про небезпеку.
В селі здавна розвинено кошикоплетіння.
У середині ХІХ століття селище мало власну символіку — печатку з зображенням рибалки з сіткою, в якій спіймана риба (опис печатки зберігся в матеріалах відомого закарпатського краєзнавця ХІХ ст. Т.Легоцького). Символ, судячи з усього, нагадує про положення Голубиного біля річки Пині.
- Поблизу села є кілька джерел мінеральної води, тут міститься завод по розливу води «Лужанська», а також санаторій «Квітка полонини». Їх відкрили наприкінці 18 ст. австро- угорські лікарі. У 19 ст. на базі цих джерел була побудована купіль, а воду під назвою «Margit», «Fsofia», «Erzsebet» розливали у бочки, бутлі і вивозили в Угорщину, Австрію для лікування осіб привілейованого класу. Першим для експорту мінеральної води був побудований завод «Margit».
- Крипта Бертолана — могильник родини Бертоланів в урочищі Луги. (Бертолан- один із правителів заводу з розливу мінеральної води «Маргіт» наприкінці 19 ст.-початку 20 ст. Запамۥятався людям як людина високої моралі, гуманіст і справжній господарник). Вся його родина (7 чоловік) похована у крипті на території цього заводу. На кріпті зберігся пам'ятний чотиригранний стовп з написом по–угорськи «Bertolan csalad» (родина Бертолан).
- єврейський цвинтар
- Дуб «Федора Яцькового»(450 –річчя дерево- релікт)
- Чеканикова криниця на бережку Грицьового потока має лікувальні властивості
- Існує легенда, ніби на горі Рожок, що на півночі Голубиного, були вириті підвали, куди було навезено провізії для війська Ракоці. В одному з турпоходів учні Голубинської школи намагались проникнути у ці підвали. Та пройшовши 20-25 м, відчули нестачу кисню. Смолоскипи згасли, і учні повернулись. Через 15 років інші учні задумали й собі розкрити таємницю цих підвалів. Та на цей час вхід до них обвалився. Але таємниця підвалів і по сьогодні інтригує багатьох голубинців.
Крізь Голубине проходить дорога уздовж річки Пиня. Цей шлях у різні часи мав стратегічне значення. І під час Першої і Другої світових тут постійно проходили військові колони. Або, наприклад, тут проходила російська армія, яку було кинуто на допомогу австрійській владі, що хотіла придушити угорське антигабсбурзьке повстання 1848-1849 рр. Цікавий факт: коли армія поверталася назад, то російські солдати пограбували місцеву голубинську церкву.
Церква до цього дня стоїть у Голубиному, і на ній є старовинна табличка, на якій вказано, що побудована вона у 1824 р. Крім цієї, є у селі ще одна церква – греко-католицька, збудована у 2007 р.
Ще з цікавого про село можна відзначити, що у 1886 р. тут народився Григорій Ігнатій Жаткович, який був першим губернатором Підкарпатської Русі.
Як відомо, Свалявський район Закарпаття славиться своїми мінеральними водами. От і у Голубиному є джерела з «Лужанською» та «Поляною квасовою». Використання мінеральної води ведеться тут з 1878 р. з економії графів Шенборнів.
Церква Успіння Пресвятої Богородиці. 1824, 1837.
У 1692 р. ішлося про давню церковну дерев'яну церкву св. Марії з двома малими ділянку. У 1733 р. є згадка про стародавню дзвонами. Вдруге дерев'яну церкву згадують в 1797 р. Тоді філії були в Солочині, Поляні, Уклині, Дицьковиці, Сускові і Йобовиці. На поч. XX ст. населення села становило 857 осіб греко-католицького віровизнання. Теперішня церква — типова мурована базиліка, матеріал на яку поміщик виділив ще 1808 р.
Церкву споруджено 1824 р. за священика Андрія Кривянського, а вежу збудували 1837 р. за о. Йосипа Лупеша. Отже, написана на церкві дата — 1893, є, можливо, роком ремонту. У червні 1897 р. у вежу вдарила блискавка і дуже її пошкодила. Царські двері вирізав монах з Буківця Михайло Ряшко в 1969 за священика Геогргія Довбака, кураторів Василя Молнара та Василя Годованця. Біля церкви стоїть кам'яний хрест з 1904 р.
Останній греко-католицький парох Адальберт Грабар був в'язнем сталінських концтаборів з 1949 до 1956 р.
Відроджена греко-католицька громада пристосувала для богослужінь колишню дяківню, яку було освячено в кінці серпня 1997 р.

## Присілки
Цолановиця
Цолановиця - колишнє село в Україні, в Закарпатській області.
Обєднане з селом Голубине
Згадки:  1645: Czolan Falwa, 1773: Czalanfalva, Czolonovicza, 1808: Czolánfalva, Csolánfalva, Csalánfalva, Colanowica, 1851: Czalánfalva , 1882: Colánfalva, Coclánvica, Calánfalva, Caló.

## Населення
Згідно з переписом УРСР 1989 року чисельність наявного населення села становила 3079 осіб, з яких 1475 чоловіків та 1604 жінки.
За переписом населення України 2001 року в селі мешкали 2694 особи.

### Мова
Розподіл населення за рідною мовою за даними перепису 2001 року:
| Мова       | Відсоток |
| ---------- | -------- |
| українська | 98,85 %  |
| російська  | 0,79 %   |
| угорська   | 0,18 %   |
| польська   | 0,07 %   |
| словацька  | 0,07 %   |
| білоруська | 0,04 %   |

## Легенда
За свідченнями старожилів, назву селу дала легенда.
На горі Ясині, що знаходиться в північно-східній частині села, жив піп. Був у нього син. За неслухняність батько розгнівався на нього і прогнав. Син поселився в долині. З часом люди побачили, що там і земля краща, і тепліше, і почали заселяти цю долину. В долині місцями росли суцільні зарослі, у яких гніздилися голуби. Вони і дали назву селу Голубине. Підтвердженням цієї легенди є той факт, що у селі багато сімей з прізвищем Попович, тобто син попа.
В селі здавна розвинено кошикоплетіння.
Поблизу села є кілька джерел мінеральної води.
Також є таке повір'я якщо в дерево вдарив грім то там сидів чорт.

## Відомі люди
В селі народився Григорій Жаткович (1886—1967) — перший губернатор Підкарпатської Руси.

## Туристичні місця
- В урочищі Чищаник — пізньопалеолітичне місцезнаходження. Тут же курганний могильник ранньозалізного віку. 
- є кілька джерел мінеральної води, тут міститься завод по розливу води «Лужанська», а також санаторій «Квітка полонини».
- Крипта Бертолана — могильник родини Бертоланів в урочищі Луги
- єврейський цвинтар
- Дуб «Федора Яцькового»(450 –річчя дерево- релікт)
- Чеканикова криниця на бережку Грицьового потока має лікувальні властивості
- Існує легенда, ніби на горі Рожок, що на півночі Голубиного, були вириті підвали, куди було навезено провізії для війська Ракоці. 
- храм Успіння Пресвятої Богородиці. 1824, 1837.